# Pier Miranda Ferraro
Pier Miranda Ferraro, auch Piermiranda Ferraro (* 30. Oktober 1924 in Altivole, Provinz Treviso als Pietro Ferraro; † 18. Januar 2008 in Mailand) war ein italienischer Opernsänger (Tenor).

## Leben
Ferraro wurde von Mirko Bonomi am Conservatorio Benedetto Marcello in Venedig und von Aureliano Pertile am Conservatorio Giuseppe Verdi in Mailand ausgebildet. Er startete seine Karriere Anfang der 1950er Jahre; 1951 wurde er bekannt mit seinen Verdi-Aufführungen an der Mailänder Scala. Er trat weltweit an vielen berühmten Opernhäusern auf, insbesondere an der Wiener Staatsoper (Aida, Manon Lescaut, Otello), London und Südamerika. 1959 sang er an der Seite von Maria Callas in einer Studioaufnahme der Oper La Gioconda von Amilcare Ponchielli. 1981 beendete er seine aktive Tätigkeit und gründete eine Agentur für die Vermittlung von Sängern, Dirigenten und Regisseuren.